# Niedersoultzbach

Niedersoultzbach este o comună în departamentul Bas-Rhin, Franța. În 1 ianuarie 2022 avea o populație de 298 de locuitori.